# Комплекс Годовик
Комплекс Годовик је саграђен у 19. веку. С обзиром да представља значајну историјску грађевину, проглашен је непокретним културним добром од изузетног значаја Републике Србије. Налази се у Годовику, под заштитом је Завода за заштиту споменика културе Краљево.
Комплекс Годовик је село које се налази у општини Пожега, у Златиборском округу. Због свог богатог историјског наслеђа и културне баштине представља просторну културно-историјску целину од великог значаја. У комплексу се налази низ објеката од историјског, културног значаја и амбијенталних вредности: црква Светог Илије и црква Светог Ђорђа, кућа Василија Поповића, чесма на локалитету „Пијаца“, поток са неколико водопада и слапова.
Црква Светог Ђорђа је најзначајнија у оквиру овог комплекса. По предању је настала у 14. веку, али не постоје писани трагови све до друге половине 17. века. Њена архитектонска вредност изражена је просторном концепцијом, а појединим детаљима одликују се обележја традиционалног градитељства. На потоку се налази неколико водопада и слапова, а постојале су и воденице, грађене у другој половини и крајем 19. века, од којих је сачувана једна у неаутентичном стању. У близини воденице налази се кућа Василија Поповића из угледне годовичке свештеничке породице, саграђена око 1875. и чесма на локалитету „Пијаца“, подигнута као задужбина двадесетих година 20. века. Црква Светог Илије датира из 19. века и саграђена је у барокном стилу са карактеристичним звоником који постаје привлачна тачка за формирање центра села. На њеној западној фасади налазе се спомен плоче са уклесаним именима ратника палим у ослободилачким ратовима 1912–1918. Црква данас није у добром стању, изграђена је на лошем терену и њени темељи тону, те се оштећења на њој шире и продубљују. 

## Историја
Недалеко од Пожеге, јужно према Ариљу, се налази ужи центар села Годовик са извором испод стене који се претвара у поток са неколико водопада и слапова на коме се налазе воденице. Грађене су у другој половини и крајем 19. века, две су у потпуности од дрвета са по једним воденичним колом док је једна полубрвнара-получатмара. Овој архитектонској групи припада и кућа Василија Поповића из годовичке свештеничке породице саграђена око 1875. године као и чесма на локалитету „Пијаца” зидана каменом са две луле подигнута као задужбина двадесетих година овог века. Из 20. века је и црква светог Илије на чијој се западној фасади налазе спомен плоче са уклесаним именима ратника палим у ослободилачким ратовима 1912—1918. Саграђена је у барокном стилу са карактеристичним звоником 1855. Најзначајнија у оквиру целине је црква светог Ђорђа са појединим детаљима и вези са традиционалним градитељством. На основу антимиса који је цркви даровао патријарх Арсеније Чарнојевић њен настанак је датован најкасније у другу половину 17. века. Иконостас су сликали припадници сликарске породице Лазовић почетком 19. века. Радови на реконструкцији цркве светог Ђорђа су обављени 1976—82. У централни регистар је уписан 29. октобра 1990. под бројем ПКИЦ 19, а у регистар Завода за заштиту споменика културе Краљево 1. фебруара 1990. под бројем ПКИЦ 3.